# Ičnja
Ičnja (in ucraino Ічня?; in russo Ичня?) è una città ucraina (10 390 abitanti) nel distretto di Pryluky, nell'oblast' di Černihiv. Ospita l'amministrazione della comunità territoriale di Ičnja, una delle comunità territoriali dell'Ucraina.
Fino al 18 luglio 2020 Ičnja è stata il centro amministrativo del distretto di Ičnja, abolito come parte della riforma amministrativa dell'Ucraina, che ha ridotto a cinque il numero dei distretti dell'oblast' di Černihiv. L'area del distretto di Ičnja è stata fusa nel distretto di Pryluky.